# Pulsatilla
Pulsatilla é um gênero botânico da família Ranunculaceae.

## Espécies
| - Pulsatilla alpina - Pulsatilla bungeana - Pulsatilla cernua - Pulsatilla chinensis - Pulsatilla grandis - Pulsatilla halleri - Pulsatilla koreana - Pulsatílla kostyczewii - Pulsatilla montana - Pulsatilla nigricans | - Pulsatilla patens - Pulsatilla pratensis - Pulsatilla subslavica - Pulsatilla vernalis - Pulsatilla vulgaris |